# Pomponne II de Bellièvre
Pour les autres membres de la famille, voir Famille de Bellièvre.
Pompone de Bellièvre, deuxième du nom, ou Pomponne II de Bellièvre, marquis de Grignon (1606-1657), est un homme d'État français du XVIIe siècle.

## Origines
Il était fils, neveu et petit-fils d'une lignée d'hommes illustres. Ses deux grands-pères : Pompone de Bellièvre (1529-1607) et Nicolas Brulart de Sillery furent chanceliers de France du XVIe siècle.
Il est fils de Nicolas de Bellièvre (1583-1650) qui fut maître des requêtes en 1602, conseiller au Parlement de Paris en 1612, procureur général en 1614 et président à mortier au Parlement de Paris en 1642, année où il se démet de ses fonctions au profit de son fils Pomponne II de Bellièvre et devint alors l'un des trente conseillers d'État.

## Biographie
Pomponne II de Bellièvre fut :
- conseiller au Parlement de Paris,
- maitre des requêtes (1631-1642),
- Conseiller d'État en 1642,
- puis Premier président à mortier au Parlement de Paris (1653-1657).
- ambassadeur extraordinaire en Angleterre, Mazarin lui ayant donné la tâche de tenter d'amener la paix entre Charles Ier et le Parlement.

Il reçut le titre de marquis de Grignon en 1651.
Il épouse Marie de Bullion :
- fille de l'opulent[1] Claude de Bullion, Chancelier et Garde des sceaux des ordres du Roi, Prévôt de Paris (seigneur de Bonnelles, Esclimont, Maule, Wideville, Gallardon, Montlouet, etc.)
- et d'Angélique Faure. Elle est la nièce de Nicolas Brulart de Sillery, chancelier de France et meurt le 11 mai 1649 [2].

Cette union reste sans postérité.

## Œuvres caritatives
Pomponne II de Bellièvre fut un des donateurs de l'Hopital Général de Paris fondé en 1656. Cet hôpital hébergera près de 40 000 Parisiens (1/10ème de la population de Paris), les hommes étant hébergés à Bicêtre, les femmes à la Salpétrière. Tous les pauvres devaient y être rassemblés pour recevoir des soins, une éducation et un travail.
Fouquet participera aussi à ce projet avec ses donations, de même que le cardinal Mazarin.

## Propriétés
Il hérita de son père le château de Grignon (XVIIe siècle) à Thiverval-Grignon (Yvelines). Au XVIe siècle son grand-père Pomponne de Bellièvre (1529-1607), Chancelier de France avait acheté le domaine de Grignon à Diane de Poitiers.
En 1675, son dernier frère et héritier, Pierre de Bellièvre, dut abandonner  la totalité de ses biens à ses créanciers (dont Gaspard III de Fieubet), faute de pouvoir rembourser ses dettes. Cela a été la fin de la fortune des Bellièvre.

## Armes
Armes : D'azur à une fasce d'argent, accompagnée de trois trèfles d'or posés deux et un.

## Manteau héraldique
C'est lui qui introduisit le manteau de forme ducale dans les armoiries des Présidents à mortier .